# 马堤乡
马堤乡，是中华人民共和国广西壮族自治区桂林市龙胜各族自治县下辖的一个乡镇级行政单位。

## 行政区划
马堤乡下辖以下地区：
马堤村、牛头村、百湾村、张家村、龙家村、芙蓉村、里市村和东升村。